# 윤세영
| 신상정보 |                                                    |
| 출생일   | 1933년 5월 22일                                    |
| 출생지   | 대한민국 강원도 철원군                             |
| 거주지   | 대한민국 서울특별시 서초구 방배동(자택)            |
| 성별     | 남성                                               |
| 학력     | 서울대학교 학사(법대)                              |
| 소속     | 태영건설, SBS미디어 그룹, TY(Taeyoung, 태영)홀딩스 |
| 부모     | 윤현구(부), 임복희(모)                             |
| 형제     | 2남 2녀 중 막내 아들                               |
| 배우자   | 변금옥                                             |
| 자녀     | 윤석민, 윤수연, 윤재연                             |
| 종교     | 천주교                                             |

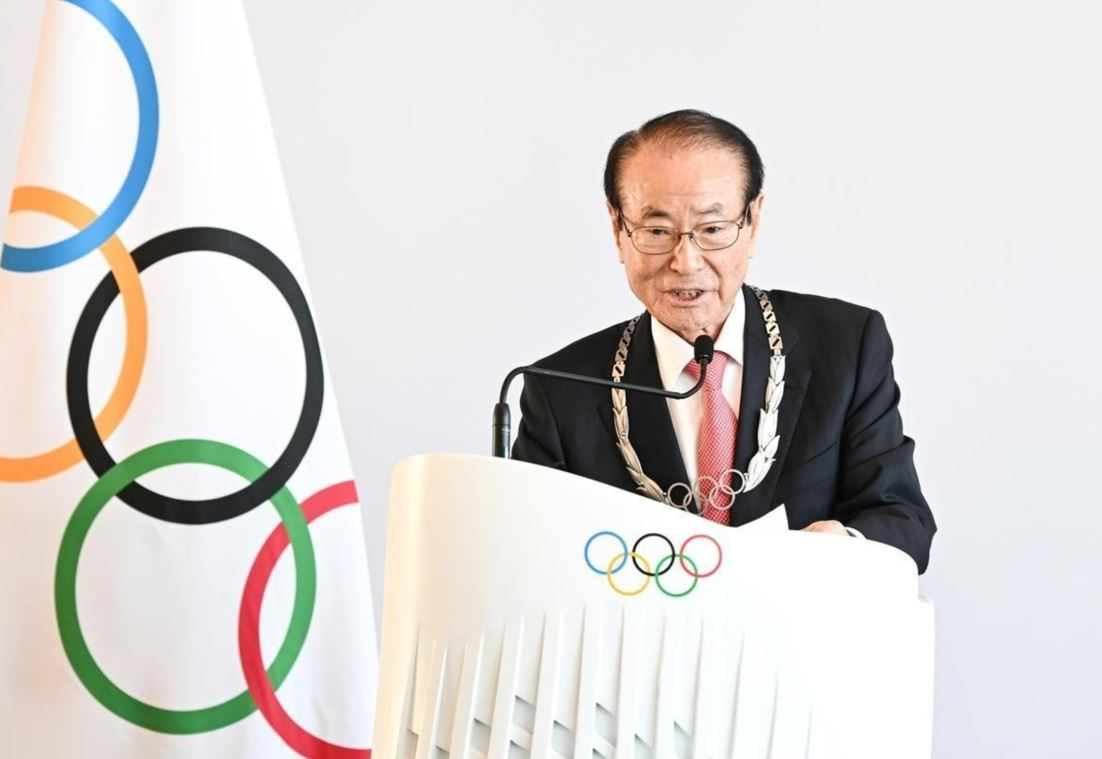

윤세영 (尹世榮, 1933년 5월 22일~)은 대한민국의 기업인이다. ㈜태영건설을 설립해 대한민국 굴지의 그룹사로 성장시켰고, 민영방송 SBS (서울방송)를 개국했다. 현재 태영 그룹의 창업회장, SBS 미디어 그룹의 창업회장, TY 홀딩스 이사회 의장이다.

## 생애
1933년 5월 22일 강원도 철원군 동송면 오지리에서 2남 2녀 중 막내로 태어났다. 해방 후 가족들과 월남해 6.25 전쟁을 겪었고, 전쟁 기간 중에도 어머니와 친척들의 도움을 받아 고학으로 학업을 계속하며 청소년기를 보냈다. 
1952년 서울고등학교, 1956년 서울대학교 법과대학에 진학했고, 육군 통역장교 (중위)로 군복무를 마치고, 1963년 이동녕 국회의원의 보좌관으로 사회 생활을 시작한 뒤, 봉명그룹 삼주 개발, 미륭 건설의 임원을 역임했다. 
1973년 태영개발 (현 태영건설)을 창업했다. 1984년 태영 인더스트리의 전신인 울산 싸이로를 설립하고, 1985년에는 여의도에 자체 사옥인 태영 빌딩을 건립했다. 1989년 장학단체인 서암 문화재단과 골프 리조트 블루원의 전신인 (주)태영 레저를 설립했다.
1990년 (주)서울방송을 출범시킨 후 이듬해 SBS 라디오와 SBS TV를 개국해 대한민국의 본격적인 민영 방송의 시대를 열었다. 1993년 SBS 문화재단을 설립했고, 태영 CC (현 블루원 용인 CC)를 오픈했다. 2004년 SBS 목동 방송센터를 건립했고, 2007년 여의도 태영 빌딩을 신축했으며, 2012년에는 상암동에 SBS프리즘 타워를 준공하는 등 사세를 확장했다. 
윤세영 회장은 건설과 방송 뿐 아니라 스포츠와 골프에도 많은 기여와 실적을 올렸다. 1996-2002년 한국농구연맹 초대 총재,  1999-2008년 강원도민회 중앙회 회장,  2004-2012년 대한골프협회 회장을 역임했다. 2011-2018년 평창 동계올림픽 유치 범도민 후원 회장 및 대회 조직위 상임 고문을 맡아 평창 올림픽 유치를 위해 헌신했다.
그는 또 한국 골프 발전을 위해 국내 골프 대회 (KLPGA, KPGA)와 주요 국제 골프 중계권 (The Masters, US Open, LPGA, PGA) 확보와 주요 국내외 골프 대회 개최를 통해 한국 골프의 국제적 위상을 높이는데 획기적이고 지속적인 기여를 했다. 특히 2015년에는 프레지던츠 컵 (Presidents Cup)의 조직위원을 역임하며 아시아 최초 한국 개최를 성사시켰다. 2018 평창 동계 올림픽의 유치와 대한민국 스포츠 발전에 기여한 그는 2024년 국제 올림픽 위원회 최고포상인 올림픽 훈장을 수상했다.
윤회장은 현재 TY (Taeyoung) 홀딩스의 이사회 의장, 태영그룹 창업회장, SBS 미디어 그룹 창업회장이다.

## 학력
- 1955년 서울고등학교 졸업
- 1961년 서울대학교 법과대학 졸업
- 2000년 숙명여자대학교 명예 언론학 박사
- 2002년 강원대학교 명예 법학 박사

## 경력
- 기업인 윤세영
- 1973년 : 태영개발주식회사 (현 태영건설) 설립. 대표이사 사장
- 1979년 : ㈜ 울산 탱크터미널 (현 태영 인더스트리) 인수
- 1988년 : ㈜ 태영 그룹 회장
- 1989년 : 서암 학술 장학 재단 (현 서암 윤세영 재단) 설립
- 1990년 : ㈜서울방송 출범, 대표이사 사장
- 1991년 : ㈜ 서울방송 TV, 라디오 개국
- 1993년 : SBS 문화재단 설립
- 1994년 : ㈜ 서울방송 대표이사 회장, 서울대학교 총동창회 부회장
- 1996년 : 한국 민영 TV 방송협의회[7] 회장, 국제언론인협회 (IPI) 한국위원회 부위원장
- 1998년: 아시아신문재단 (PFA) 한국위원 이사, 서울고 총동창회장
- 1999년: 제8대 강원도민회 중앙회 회장
- 2000년: SBS 스포츠, SBS 미디어넷 출범, ㈜서울방송 사명 ㈜SBS로 변경
- 2004년: 서울 디지털 포럼 (SDF) 개막
- 2008년: ㈜SBS 홀딩스 설립
- 2011년: ㈜태영레저 사명 ㈜블루원으로 변경
- 2020년: TY 홀딩스 설립
- 2021년: 에코비트 설립, TY 홀딩스 SBS 미디어 홀딩스 합병
- 2023년: 태영 그룹 창업회장, SBS미디어 그룹 명예회장, TY 홀딩스 이사회 의장
- 체육인 윤세영
- 1996년: 한국프로농구연맹 (KBL) 총재
- 1997년: SBS 스타즈 프로 농구단 창단
- 2002년: 평창동계올림픽 유치 강원도 범 도민 후원회장
- 2006년: FIFA 월드컵 중계권 확보
- 2010년: 2010 밴쿠버 동계올림픽 단독 중계
- 2011년: 평창 동계올림픽 조직위원회 상임고문
- 2012년: 평창 2018동계올림픽 유치 공로 청룡상 수훈
- 2024년: IOC 올림픽 훈장 수훈
- 골프인 윤세영
- 1989년: ㈜ 태영레저 (현 블루원 골프 리조트) 설립
- 1991년: 방송사 최초 정규 골프 프로그램 ‘금요 골프’ 편성
- 1992년: SBS 프로골프 최강전 개최
- 1993년: 태영 CC 개장 1996년: KPGA/KLPGA 첫 TV 생중계
- 1997년: 영국 디 오픈 (The Open) 단독 중계
- 1998년: 미국 LPGA 투어 국내 독점 중계권 확보
- 1999년: SBS 골프 개국, 한국여자오픈 주관 방송사, 미국 PGA 투어, 마스터스 중계
- 2000년: 미국 프레지던츠 컵 (Presidents Cup) 중계
- 2004년: 제14대[8]~15대[9] 대한골프협회 (KGA) 회장
- 2005년: LPGA, PGA 개막전 타이틀 스폰서, SBS 코리안 투어 창설, 태영 배 한국여자오픈 개최
- 2015년: 2015 프레지던츠 컵 조직위 위원
- 2020년: US오픈, US여자오픈 중계권 확보 국내 골프장 운영
- 1993년: 태영 CC 개장
- 2006년: 디 아너스 CC 개장
- 2010년: 블루원 상주CC 개장
- 2020년: 안성 루나힐스 CC 개장
- 2021년 : 루나엑스 CC 개장

## 상훈
- 1992년 : 제1회 자랑스런 서울고인상 수상
- 2001년 : 자랑스런 서울 법대인상 수상
- 2001년 : 국민훈장 무궁화장 수훈
- 2005년 : 제5회 자랑스런 한국인대상 수상
- 2009년 : 서울대학교 발전공로상 수상
- 2010년 : 2009년 자랑스런 강원인상 수상
- 2012년 : 체육훈장 청룡장 수훈[10]
- 2018년 : 제13회 동곡상 자랑스러운 출향 강원인상
- 2023년 : 세계체육기자연맹 (AIPS) 공로상 ‘A life in Sports’ 수상[11]
- 2024년 : 국제올림픽위원회 (IOC) 올림픽 훈장 은장 수훈[12]

## 가족 관계
- 부친: 윤현구
- 모친: 임복희
- 배우자: 변금옥(전 치과의사, 서울대 졸)
- 장남: 윤석민(TY홀딩스 회장)
- 장녀: 윤수연
- 차녀: 윤재연(前 블루원 대표)

## 기타
- 『나의 태영 한국의 SBS』
- 『우주로 쏘아 올린 골프공』

## 같이 보기
- 루나엑스
- 문화일보,   2004년   2월   18일,   최명식   기자,   '2004,   한국체육을 이끄는 사람들'-윤세영, 골프 대중화 꼭 이룰 것
- 레저신문, 2024년 3월 26일, 골프계 영향력 1위 윤세영 회장, 문화 기여도 1위는 최등규 회장, 골프대중화는 김영찬 회장
- 스포츠서울, 2021년 3월 15일, 태영 윤세영 창업회장 '아시아 골프 영향력 인물 10인' 은퇴 인물 아시아 최초
- 하금열
- 해평윤씨

|  | 제1대 서울방송 사장 1990~1996년 | 후임 윤혁기 |

1. ↑  태영건설 – 공식 웹사이트 https://www.taeyoung.com/
2. ↑  민영방송 https://ko.wikipedia.org/wiki/%EB%AF%BC%EC%98%81_%EB%B0%A9%EC%86%A1

대한민국의 민영방송https://ko.wikipedia.org/wiki/%EB%AF%BC%EC%98%81_%EB%B0%A9%EC%86%A1
3. ↑  SBS https://ko.wikipedia.org/wiki/SBS
4. ↑  서울고등학교, https://ko.wikipedia.org/wiki/%EC%84%9C%EC%9A%B8%EA%B3%A0%EB%93%B1%ED%95%99
%EA%B5%90
5. ↑  <전문경영인 봉명그룹>, 중앙일보, 1984년 7월 31일 https://www.joongang.co.kr/article/1776407#home
6. ↑  미륭건설, 매일경제신문, 1978년 9월 13일 https://www.mk.co.kr/news/economy/400335
7. ↑  <SBS 10개 민방, 민영방송협회 출범>, SBS, 2003년 4월 18일 https://news.sbs.co.kr/news/endPage.do?news_id=N0311410017
8. ↑  <대한골프협회장에 윤세영 씨>, 경향신문, 2004년 1월 27일
9. ↑  <대한골프협회, 윤세영 회장 4년 연임 만장일치>, SBS 스포츠, 2008년 1월 24일
10. ↑  <SBS 윤세영 명예회장, ‘동계올림픽 유치 공로’ 청룡장 수훈>, SBS, 2012년 1월 17일 https://ent.sbs.co.kr/news/article.do?article_id=E10000002830
11. ↑  <윤세영 회장, 세계체육기자연맹 공로상>, 스포츠조선, 2023년 5월 3일 https://www.chosun.com/sports/sports_general/2023/05/03/7OHQ2XSFAFBINKNDBLWOOC6S4A/
12. ↑  <IOC, 스포츠 발전에 기여한 윤세영 SBS 창업회장에 올림픽 훈장>, 연합뉴스, 2024년 1월 30일 https://www.yna.co.kr/view/AKR20240130129700007